# Frank Freidel
Frank Burt Freidel Jr. (22 mai 1916 – 25 janvier 1993) est un historien américain, le premier biographe majeur de l'ancien président Franklin Delano Roosevelt et l'un des premiers chercheurs à travailler sur ses archives conservées dans la bibliothèque Roosevelt à Hyde Park, New York.

## Biographie
Freidel est né à Brooklyn, New York, de parents quaker, Edith (Heacock) et Frank Burt Freidel. Il grandit à Plattsburgh, New York et dans certaines parties du sud de la Californie alors que son père travaille pour subvenir aux besoins de la famille pendant la Grande Dépression. Il obtient son BA (1937) et sa maîtrise (1939) de l'Université de Californie du Sud, puis son doctorat de l'Université du Wisconsin à Madison, sous la direction de William B. Hesseltine, l'obtenant en 1942. Sa thèse de doctorat porte sur le juriste du XIXe siècle Francis Lieber. Il est un contemporain de Richard N. Current et T. Harry Williams, qui rédigent plus tard collectivement avec Freidel un manuel d'histoire américaine, A History of the United States, dédié à Hesseltine. Il obtient son premier poste en 1941 au Shurtleff College.
Après des passages au Shurtleff College, à l'Université du Maryland, à l'Université d'État de Pennsylvanie, au Vassar College, à l'Université de l'Illinois à Urbana-Champaign et à l'Université Stanford (1953), Freidel rejoint la faculté de l'Université Harvard en 1955 et y reste jusqu'à sa retraite en 1981. En 1972, il est nommé professeur d'histoire Charles Warren. Il siège au Comité consultatif historique du Département de l'Armée en 1973-1976. Après sa retraite de Harvard, Freidel rejoint le département d'histoire de l'Université de Washington, où il est professeur Bullitt d'histoire en 1981-1986.
À plusieurs reprises, Freidel est président de l'Organisation des historiens américains, de la New England History Teachers' Association et de la New England Historical Association.
Le magnum opus de Freidel est sa biographie en 5 volumes de Franklin Delano Roosevelt : "5-volume biography of Franklin Delano Roosevelt: "The Apprenticeship" (1952), "The Ordeal" (1954), "The Triumph" (1956), "F.D.R. and the South" (1965) et "Launching the New Deal" (1973). Après avoir publié une biographie condensée en un volume Franklin D. Roosevelt: A Rendezvous with Destiny en 1990, Freidel est décédé à Cambridge, Massachusetts en 1993, d'une pneumonie et d'un cancer alors qu'il vivait à Belmont, Massachusetts, laissant le sixième volume inachevé.

## Publications
- Francis Lieber: Nineteenth Century Liberal (1947)
- Franklin D. Roosevelt: The Apprenticeship (1952)
- Franklin D. Roosevelt : The Ordeal (1954)
- Franklin D. Roosevelt : The Triumph (1956)
- Splendid Little War (1958)
- A History of the United States (2 vol.) (avec Richard N. Current et T. Harry Williams) (Knopf, 1959)
- America in the Twentieth Century (1960) (avec Alan Brinkley )
- A History of the United States (sincr 1865) (avec Richard N. Current et T. Harry Williams) (1960)
- American History: A Survey  (avec Richard N. Current, T. Harry Williams et Alan Brinkley) (1961)
- A History of the United States to 1877 (avec Richard N. Current et T. Harry Williams (1964)
- F.D.R. and the South (1965)
- Franklin D. Roosevelt: Launching the New Deal (1973)
- The Harvard Guide to American History, édition révisée (assisté de Richard K. Showman) (janvier 1974)
- Franklin D. Roosevelt: A Rendezvous with Destiny (1990)
- The Presidents of the United States of America (1998). Préface de William Jefferson Clinton